# Westdongeradeel
Westdongeradeel (Fries: West-Dongeradiel) is een voormalige gemeente in het noordoosten van de provincie Friesland aan de Waddenzee. De gemeente was de rechtsopvolger van de gelijknamige grietenij en heeft bestaan tot 1984.
Westdongeradeel telde op 1 januari 1974 6449 inwoners en had een oppervlakte van 111,40 km². Ten oosten van het riviertje de Paesens grensde de gemeente aan Oostdongeradeel.
Na de gemeentelijke herindeling op 1 januari 1984 is Westdongeradeel samen met de gemeente Oostdongeradeel en de stad Dokkum opgegaan in de nieuwe gemeente Dongeradeel.

## Plaatsen
De gemeente Westdongeradeel bevatte veertien dorpen (kernen 1983). De hoofdplaats was Ternaard.
Tussen haakjes de Friestalige namen.
| - Bornwird (Boarnwert) - Brantgum - Foudgum - Hantum - Hantumeruitburen (Hantumer Utbuorren) - Hantumhuizen (Hantumhuzen) - Hiaure (De Lytse Jouwer) | - Holwerd (Holwert) - Moddergat - Nes - Raard - Ternaard - Waaxens (Waaksens) - Wierum |

Buurtschappen: 't Schoor, Betterwird, Bornwirdhuizen, Drieboerehuizen, Hantumerhoek, Kletterbuurt, Koterhuizen, Lutkelaard, Teijeburen, Veldburen, Visbuurt, Vijfhuizen en Wie

## Bevolkingsontwikkeling
- 1974 - 6449
- 1969 - 6923
- 1964 - 6888
- 1959 - 7366
- 1954 - 7752
- 1939 - 7449
- 1900 - 7511
- 1860 - 7078
- 1714 - 3064